# Кабур (кантон)
Кабур (фр. Cabourg) — кантон во Франции, находится в регионе Нормандия, департамент Кальвадос. Входит в состав округа Лизьё.

## История
До 2015 года в состав кантона входили коммуны Амфревиль, Баван, Бревиль-ле-Мон, Варавиль, Гонвиль-ан-Ож, Кабур, Коломбель, Мервиль-Франсвиль-Плаж, Петивиль, Ранвиль, Сальнель, Эрувиллет и Эсковиль.
В результате реформы 2015 года  состав кантона изменился. В него была включена большая часть коммун упраздненного кантона Дозюле.

## Состав кантона с 22 марта 2015 года
В состав кантона входят коммуны (население по данным Национального института статистики Архивная копия от 7 ноября 2021 на Wayback Machine за 2018 г.):
- Амфревиль (1 377 чел.)
- Анбо (466 чел.)
- Анжервиль (188 чел.)
- Басневиль (254 чел.)
- Баван (1 869 чел.)
- Бранвиль (199 чел.)
- Бревиль-ле-Мон (657 чел.)
- Брюкур (124 чел.)
- Буржовиль (105 чел.)
- Варавиль (976 чел.)
- Гонвиль-ан-Ож (391 чел.)
- Гонвиль-сюр-Мер (680 чел.)
- Гранг (257 чел.)
- Густранвиль (234 чел.)
- Данесталь (393 чел.)
- Див-сюр-Мер (5 411 чел.)
- Дозюле (2 284 чел.)
- Дувиль-ан-Ож (211 чел.)
- Кабур (3 604 чел.)
- Кресвёй (259 чел.)
- Криквиль-ан-Ож (186 чел.)
- Мервиль-Франсвиль-Плаж (2 177 чел.)
- Обервиль (584 чел.)
- Перьер-ан-Ож (133 чел.)
- Петивиль (521 чел.)
- Пюто-ан-Ож (295 чел.)
- Ранвиль (1 856 чел.)
- Сальнель (293 чел.)
- Сен-Ва-ан-Ож (95 чел.)
- Сен-Жуэн (210 чел.)
- Сен-Леже-Дюбоск (197 чел.)
- Ульгат (1 792 чел.)
- Элан (105 чел.)
- Эрувиллет (1 323 чел.)

## Политика
На президентских выборах 2022 г. жители кантона отдали в 1-м туре Эмманюэлю Макрону 31,0 % голосов против 24,7 % у Марин Ле Пен и 15,8 % у Жана-Люка Меланшона; во 2-м туре в кантоне победил Макрон, получивший 57,4 % голосов. (2017 год. 1 тур: Франсуа Фийон – 24,3 %, Эмманюэль Макрон – 22,7 %, Марин Ле Пен – 21,0 %, Жан-Люк Меланшон – 18,2 %; 2 тур: Макрон – 63,8 %. 2012 год. 1 тур: Николя Саркози — 31,4 %, Франсуа Олланд — 25,2 %, Марин Ле Пен — 16,7 %; 2 тур: Саркози — 51,5 %).
С 2021 года кантон в Совете департамента Кальвадос представляют бывший член совета коммуны Мервиль-Франсвиль-Плаж Беатрис Гиойм (Béatrice Guillaume) и первый вице-мэр коммуны Кабур Эмманюэль Порк (Emmanuel Porcq) (оба ― Республиканцы).
|                | Кандидаты                      | Партия                   | Первый тур | Первый тур     | Второй тур | Второй тур |
| Кол-во голосов | Кандидаты                      | Партия                   | % голосов  | Кол-во голосов | % голосов  |            |
| -------------- | ------------------------------ | ------------------------ | ---------- | -------------- | ---------- | ---------- |
|                | Беатрис Гиойм Эмманюэль Порк   | Республиканцы            | 3 872      | 43,90          | 5 043      | 56,33      |
|                | Полин Мадлен Пьер Мураре       | Левый блок               | 3 317      | 37,60          | 3 910      | 43,67      |
|                | Патрик Белонкль Лоранс Реноден | Национальное объединение | 1 632      | 18,50          |            |            |

|                | Кандидаты                     | Партия                  | Первый тур | Первый тур     | Второй тур | Второй тур |
| Кол-во голосов | Кандидаты                     | Партия                  | % голосов  | Кол-во голосов | % голосов  |            |
| -------------- | ----------------------------- | ----------------------- | ---------- | -------------- | ---------- | ---------- |
|                | Беатрис Гиойм Оливье Колен    | Правый блок             | 4 525      | 37,42          | 7 368      | 70,41      |
|                | Адель Дави Мартьяль Шери      | Национальный фронт      | 2 924      | 24,18          | 3 096      | 29,59      |
|                | Сильви Дюпон Ксавье Мадлен    | Социалистическая партия | 2 350      | 19,43          |            |            |
|                | Флоранс Лепанетье Пьер Мураре | Разные левые            | 2 295      | 18,98          |            |            |